# Chase & Status

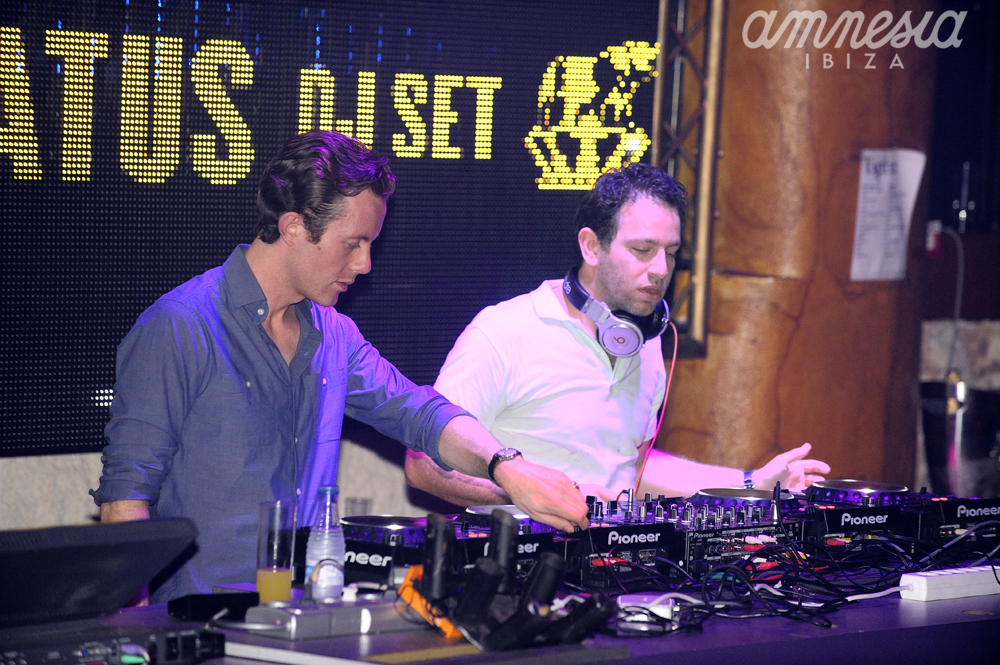
Will Kennard und Saul Milton (2012)

Chase & Status sind ein in London lebendes Electronica-Duo, das Musik aus den Kategorien Drum and Bass und Dubstep produziert. Mit bürgerlichem Namen heißen die beiden Musiker Saul Milton und Will Kennard.

## Karriere
Anfängliche Erfolge feierten sie mit den 12″ Veröffentlichungen Iron Fist/Zulu King, Love's Theme/Wise Up (Remix), Dumpling Riddim/Disco und der 2006 erschienenen Single The Druids. Darauf war das Lied Come Back enthalten, in dem der Rapper Top Cat den Gesang übernimmt und beim englischen Sender Radio 1 oft gespielt wurde.
Milton und Kennard konnten insgesamt drei Nummer-1-Chart-Platzierungen in den UK Dance Charts erzielen. Zuerst im Jahr 2007 mit der Single Hurt You/Sell Me Your Soul, gefolgt von Take Me Away/Judgement (Informer) 2008. Am 5. Oktober desselben Jahres erreichte Pieces, das zusammen mit Plan B aufgenommen wurde, ebenfalls den ersten Platz und Nummer 70 in den nationalen Singlecharts.
Die Single End Credits, ebenfalls mit Plan B produziert, wurde ein Teil des Soundtracks für den Film Harry Brown.
Chase & Status waren zu weiten Teilen an der Produktion von Rihannas viertem Studioalbum Rated R (2009) beteiligt.

## Musik

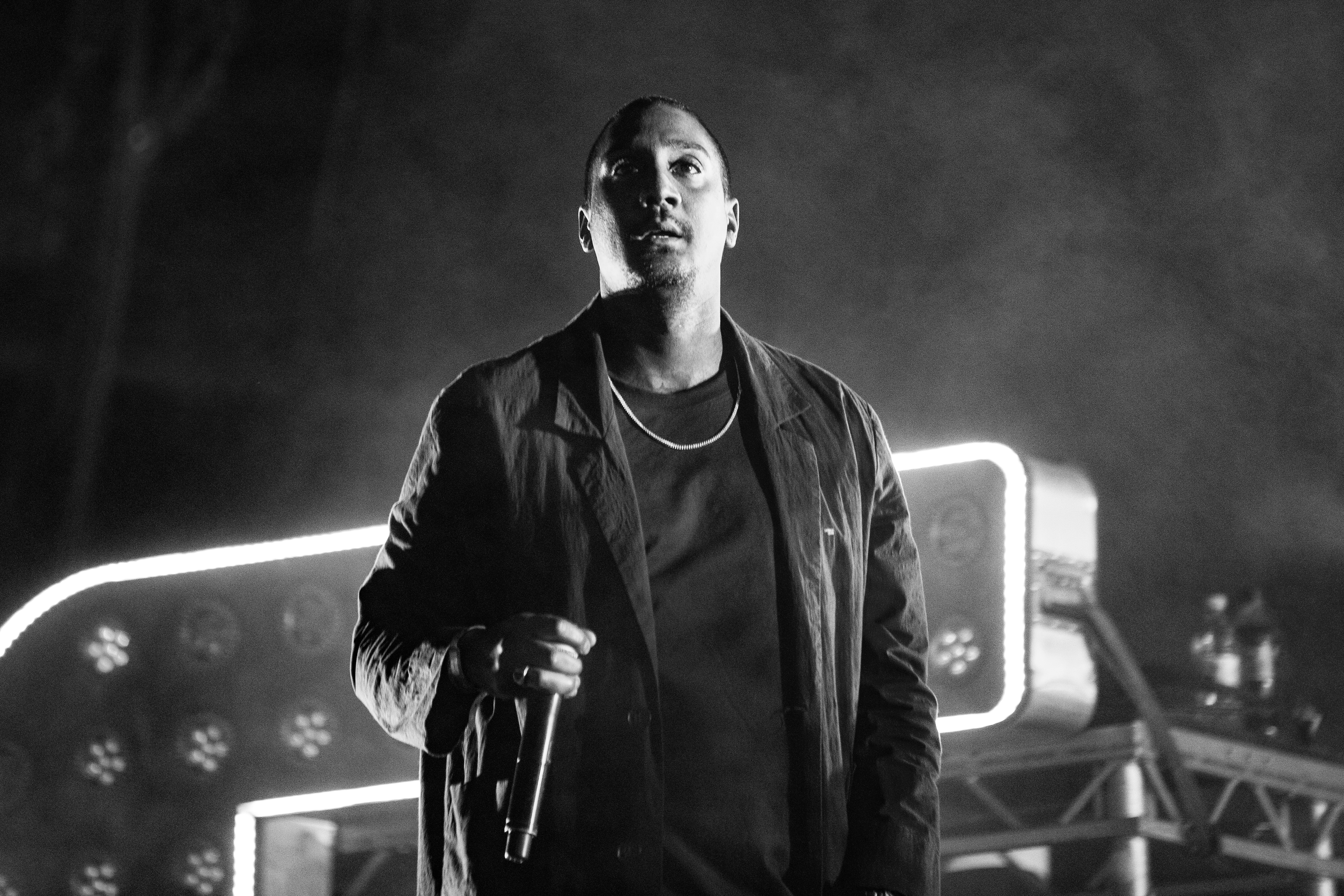
MC Rage als Teil des Live-Auftritts von Chase & Status, SonneMondSterne (2018)

Ihr erstes Album More Than Alot erreichte am 19. Oktober 2008 Rang 49 in den UK-Alben-Charts, respektive Platz 2 in den Dance-Charts. Der Longplayer wurde via Mercury Records unter dem Titel More Than Alot: New Edition inklusive der zuvor nur auf Singles erhältlichen Tracks Saxon, Heartbeat (C&S Mix) und In Love (featuring Jenna G.) am 31. Mai 2010 wiederveröffentlicht.
Ihr zweiter Longplayer No More Idols erschien am 31. Januar 2011 via Mercury Records. Das Duo ermöglichte Interessierten bereits vor Veröffentlichung über den bandeigenen YouTube-Kanal jeweils 60 Sekunden aller auf dem Album enthaltenen Tracks zu hören.
Am 7. Oktober 2013 erschien ihr drittes Studioalbum, Brand New Machine, für welches sie unter anderem mit Nile Rodgers, Major Lazer und Skrillex zusammengearbeitet haben. Die erste Single, Lost & Not Found erreichte Platz 9, die zweite Single, Count on Me Platz 5 der UK-Charts.
Im Jahr 2016 wurde mit Control (feat. Slaves) die erste Single des vierten Studioalbums, Tribe, veröffentlicht. Vier weitere folgten, auf welchen Gastbeiträge von Novelist, Tom Grennan, Blossoms sowie Emeli Sandé zu hören waren. Am 18. August 2017 erschien das Album.

## Diskografie

### Studioalben
| Jahr | Titel Musiklabel                       | Höchstplatzierung, Gesamtwochen, AuszeichnungChartplatzierungen (Jahr, Titel, Musiklabel, Platzierungen, Wochen, Auszeichnungen, Anmerkungen) | Höchstplatzierung, Gesamtwochen, AuszeichnungChartplatzierungen (Jahr, Titel, Musiklabel, Platzierungen, Wochen, Auszeichnungen, Anmerkungen) | Anmerkungen                             |
| Jahr | Titel Musiklabel                       | AT | UK | Anmerkungen                             |
| ---- | -------------------------------------- | --- | --- | --------------------------------------- |
| 2008 | More Than Alot Ram Records             | — | UK49 Gold (Vertigo) + Gold (Ram) · (5 Wo.)UK                                                                                                  | Erstveröffentlichung: 1. September 2008 |
| 2011 | No More Idols Mercury Records          | — | UK2 ×2Doppelplatin · (102 Wo.)UK | Erstveröffentlichung: 28. Januar 2011   |
| 2013 | Brand New Machine MTA, Mercury Records | — | UK2 Gold · (23 Wo.)UK | Erstveröffentlichung: 7. Oktober 2013   |
| 2017 | Tribe MTA, Mercury Records             | — | UK7 Silber · (3 Wo.)UK | Erstveröffentlichung: 18. August 2017   |
| 2019 | Rtrn II Jungle MTA, Mercury Records    | — | UK12 Silber · (3 Wo.)UK | Erstveröffentlichung: 31. Mai 2019      |
| 2022 | What Came Before MTA, Mercury Records  | — | UK4 (1 Wo.)UK | Erstveröffentlichung: 10. Juni 2022     |
| 2023 | 2 Ruff Vol. 1 MTA, Mercury Records     | AT72 (1 Wo.)AT | UK4 Silber · (11 Wo.)UK | Erstveröffentlichung: 10. November 2023 |

### EPs
- 2005: Ten Tonne (Renegade Hardware)
- 2006: The Druids (Bingo Beats)
- 2015: London Bars (Mercury Records)

### Singles als Leadmusiker
| Jahr | Titel Album                        | Höchstplatzierung, Gesamtwochen, AuszeichnungChartplatzierungen (Jahr, Titel, Album, Platzierungen, Wochen, Auszeichnungen, Anmerkungen) | Höchstplatzierung, Gesamtwochen, AuszeichnungChartplatzierungen (Jahr, Titel, Album, Platzierungen, Wochen, Auszeichnungen, Anmerkungen) | Anmerkungen                                                              |
| Jahr | Titel Album                        | AT | UK | Anmerkungen                                                              |
| ---- | ---------------------------------- | --- | --- | ------------------------------------------------------------------------ |
| 2005 | Love’s Theme/Wise Up –             | — | UK76 (1 Wo.)UK | Erstveröffentlichung: 4. April 2005                                      |
| 2005 | Duppy Man –                        | — | UK94 (1 Wo.)UK | Erstveröffentlichung: 17. Oktober 2005 feat. Capleton                    |
| 2008 | Pieces More than Alot              | — | UK70 Silber · (2 Wo.)UK | Erstveröffentlichung: 29. September 2008 feat. Plan B                    |
| 2009 | Against All Odds More than Alot    | — | UK45 (4 Wo.)UK | Erstveröffentlichung: 23. Februar 2009 feat. Kano                        |
| 2009 | End Credits No More Idols          | — | UK9 Platin · (36 Wo.)UK | Erstveröffentlichung: 29. Oktober 2009 feat. Plan B                      |
| 2010 | Let You Go No More Idols           | — | UK11 Gold · (14 Wo.)UK | Erstveröffentlichung: 15. August 2010 feat. Mali                         |
| 2010 | Hypest Hype No More Idols          | — | UK70 (1 Wo.)UK | Erstveröffentlichung: 8. November 2011 feat. Tempa T; Promosingle        |
| 2011 | Blind Faith No More Idols          | — | UK5 ×2Doppelplatin · (36 Wo.)UK | Erstveröffentlichung: 21. Januar 2011 feat. Liam Bailey                  |
| 2011 | Time No More Idols                 | — | UK21 Platin · (20 Wo.)UK | Erstveröffentlichung: 29. April 2011 feat. Delilah                       |
| 2011 | Hitz No More Idols                 | — | UK39 Silber · (9 Wo.)UK | Erstveröffentlichung: 15. Juli 2011 feat. Tinie Tempah                   |
| 2011 | Flashing Lights No More Idols      | — | UK98 (1 Wo.)UK | Erstveröffentlichung: 18. November 2011 feat. Sub Focus                  |
| 2012 | Big Man –                          | — | UK68 (1 Wo.)UK | Erstveröffentlichung: 16. Oktober 2012 feat. Liam Bailey                 |
| 2013 | Lost & Not Found Brand New Machine | — | UK9 Silber · (12 Wo.)UK | Erstveröffentlichung: 26. Juni 2013 feat. Louis M^ttrs                   |
| 2013 | Count on Me Brand New Machine      | — | UK5 Gold · (8 Wo.)UK | Erstveröffentlichung: 29. September 2013 feat. Moko                      |
| 2013 | Alive Brand New Machine            | — | UK21 Gold · (10 Wo.)UK | Erstveröffentlichung: 15. Dezember 2013 feat. Jacob Banks                |
| 2014 | Blk & Blu Brand New Machine        | — | UK48 (4 Wo.)UK | Erstveröffentlichung: 24. März 2014 feat. Ed Thomas                      |
| 2015 | Funny London Bars                  | — | UK96 (1 Wo.)UK | Erstveröffentlichung: 6. November 2015 feat. Frisco                      |
| 2016 | Spoken Word –                      | — | UK78 (1 Wo.)UK | Erstveröffentlichung: 17. Juni 2016 feat. George the Poet                |
| 2016 | All Goes Wrong Tribe               | — | UK65 Platin · (4 Wo.)UK | Erstveröffentlichung: 22. September 2016 feat. Tom Grennan               |
| 2022 | Mixed Emotions What Came Before    | — | UK44 Gold · (11 Wo.)UK | Erstveröffentlichung: 8. April 2022                                      |
| 2023 | Disconnect 2 Ruff Vol. 1           | — | UK6 Platin · (37 Wo.)UK | Erstveröffentlichung: 14. Juli 2023 mit Becky Hill                       |
| 2023 | Baddadan 2 Ruff Vol. 1             | AT45 (5 Wo.)AT | UK5 Platin · (36 Wo.)UK | Erstveröffentlichung: 27. Juli 2023 feat. Irah, Flowdan, Trigga & Takura |
| 2023 | Liquor & Cigarettes 2 Ruff Vol. 1  | — | UK17 Gold · (12 Wo.)UK | Erstveröffentlichung: 15. September 2023 feat. Hedex & ArrDee            |
| 2023 | Say the Word 2 Ruff Vol. 1         | — | UK78 (1 Wo.)UK | Erstveröffentlichung: 27. Oktober 2023 feat. Douglas                     |
| 2023 | Selecta 2 Ruff Vol. 1              | — | UK27 Silber · (8 Wo.)UK | Erstveröffentlichung: 10. November 2023 feat. Stefflon Don               |
| 2024 | Backbone –                         | — | UK1 Platin · (22 Wo.)UK | Erstveröffentlichung: 8. August 2024 mit Stormzy                         |

Weitere Singles
- 2011: No Problem (UK: Gold)

### Singles als Gastmusiker
| Jahr | Titel Album          | Höchstplatzierung, Gesamtwochen, AuszeichnungChartsChartplatzierungen (Jahr, Titel, Album, Platzierungen, Wochen, Auszeichnungen, Anmerkungen) | Anmerkungen                                                   |
| Jahr | Titel Album          | UK | Anmerkungen                                                   |
| ---- | -------------------- | --- | ------------------------------------------------------------- |
| 2024 | Gunfinger (Salute) – | UK72 (3 Wo.)UK | Erstveröffentlichung: 19. Juli 2024 Irah feat. Chase & Status |

## Auszeichnungen für Musikverkäufe
| Silberne Schallplatte - Vereinigtes Königreich - 2024: für das Lied Program Goldene Schallplatte - Belgien - 2024: für die Single Baddadan - 2025: für das Album 2 Ruff Vol. 1 - Neuseeland - 2020: für das Album No More Idols - 2023: für die Single Baddadan - 2024: für die Single Disconnect - 2024: für die Single Mixed Emotions - 2025: für das Album 2 Ruff Vol. 1 - Polen - 2024: für die Single Baddadan | Platin-Schallplatte - Neuseeland - 2023: für die Single Blind Faith - 2024: für die Single Backbone |

Anmerkung: Auszeichnungen in Ländern aus den Charttabellen bzw. Chartboxen sind in ebendiesen zu finden.
| Land/RegionAuszeichnungen für Musikverkäufe (Land/Region, Auszeichnungen, Verkäufe, Quellen) | Silber     | Gold       | Platin       | Verkäufe  | Quellen              |
| -------------------------------------------------------------------------------------------- | ---------- | ---------- | ------------ | --------- | -------------------- |
| Belgien (BRMA)                                                                               | —          | 2× Gold2   | —            | 40.000    | ultratop.be          |
| Neuseeland (RMNZ)                                                                            | —          | 5× Gold5   | 2× Platin2   | 120.000   | radioscope.co.nz NZ2 |
| Polen (ZPAV)                                                                                 | —          | Gold1      | —            | 25.000    | olis.pl              |
| Vereinigtes Königreich (BPI)                                                                 | 8× Silber8 | 9× Gold9   | 10× Platin10 | 8.880.000 | bpi.co.uk            |
| Insgesamt                                                                                    | 8× Silber8 | 17× Gold17 | 12× Platin12 |           |                      |

## Trivia
- Der Name des Ende 2009 von den beiden Engländern gegründeten Labels MTA Records leitet sich vom Titel des ersten Albums More Than Alot ab.
- Der Manager von Chase & Status, Joe Oakley, war ebenfalls für Pendulum tätig.[5]
- Für das Metallica-Tributealbum The Metallica Blacklist coverten Chase & Status mit BlackRoad Gee das Lied Wherever I May Roam